# Pedro Oldra
Pietro Oldra, conhecido no Brasil como Pedro Oldra, foi um empresário e político ítalo-brasileiro.
Sua vida é mal conhecida. Foi um dos primeiros comerciantes do núcleo colonial italiano de Nova Trento, hoje Flores da Cunha, originalmente parte da colônia de Caxias do Sul. Filiado ao Partido Republicano Rio-Grandense, ganhou notoriedade ao ser indicado pelo Governo do Estado do Rio Grande do Sul para integrar a Junta Governativa que passou a dirigir o município de Caxias, após sua emancipação em 20 de junho de 1890, com atribuições executivas e legislativas. Porém, seu mandato foi brevíssimo. Foi nomeado em 3 de setembro, ao mesmo tempo que Germano Parolini, quando o Governo decidiu ampliar de três para cinco o número de integrantes, e deixou o cargo em 30 de setembro, sendo substituído por Romano Lunardi. No ano seguinte foi nomeado sub-delegado de polícia.
Em 1894, radicado na sede caxiense, instalou uma bodega, depois abrindo uma casa de comércio, uma serraria, uma olaria e um açougue, além de trabalhar como carreteiro e explorar "jogos lícitos". A partir de 1909 tornou-se oficial da 5ª Seção da Junta de Alistamento Eleitoral, desempenhando por muitos anos a função de mesário. Em 1936 ainda estava ativo no comércio mantendo um café.